# United Africa Tigers
El United Africa Tigers es un equipo de fútbol de Namibia. Está situado en la capital del país, Windhoek, y juega en la primera división de la Premier League de Namibia.

## Palmarés
- Premier League de Namibia: 2

1985, 2016
- Copa de Namibia: 3

1995, 1996, 2015

### Participación internacional
| Temporada | Torneo          | Ronda      | Club                 | Casa  | Visita | Global      |
| --------- | --------------- | ---------- | -------------------- | ----- | ------ | ----------- |
| 1996      | Recopa Africana | Preliminar | Real Rovers          | 1-2   | 2-1    | 3-3 (4-1 p) |
| 1996      | Recopa Africana | 1          | Zamsure FC           | w.o.1 | w.o.1  | w.o.1       |
| 1996      | Recopa Africana | 2          | AC Sodigraf          | 0-3   | 0-7    | 0-10        |
| 1997      | Recopa Africana | Preliminar | Eleven Men in Flight | 1-1   | 0-0    | 1-1 (a)     |

1- Zamsure abandonó el torneo.

## Jugadores[2]

### Jugadores destacados
| - Nelson Akwenye - Jeremiah Baisako - Timothy Gti - Lwazi Mshakes - Willem Mwedihanga | - Simon Shikokola - Steven Sabatha - Edward Asino - Ananias Gebhardt - Benson Shilongo | - Letu Shatimuene - Jacob Pineas - Ndako Skroef - Dixon Witbeen - Lubigisa Madatata |